# Lophodermium intricatum
Lophodermium intricatum är en svampart som beskrevs av Spooner 1991. Lophodermium intricatum ingår i släktet Lophodermium och familjen Rhytismataceae.   Inga underarter finns listade i Catalogue of Life.